# Гобжицы
Гобжицы — деревня в Толмачёвском городском поселении Лужского района Ленинградской области.

## История
Впервые упоминается в Писцовой книге Водской пятины 1500 года, как деревня Гобжыца на Оредежы в Никольском Бутковском погосте Новгородского уезда.
Как деревня Габжицы она обозначена на карте Санкт-Петербургской губернии Ф. Ф. Шуберта 1834 года.

ГОБЖИЦЫ — деревня принадлежит Ораниенбаумскому дворцовому правлению, число жителей по ревизии: 57 м. п., 61 ж. п. (1838 год)

В первой половине XIX века в деревне была возведена деревянная часовня во имя Святых мучеников Флора и Лавра.
Деревня Гобжицы отмечена на карте профессора С. С. Куторги 1852 года.

ГОБОРИЦЫ — деревня Дворцового ведомства, по просёлочной дороге, число дворов — 18, число душ — 33 м. п. (1856 год)

ГОБЖИЦЫ — деревня Дворцового правления при реке Оредеж, число дворов — 18, число жителей: 23 м. п., 65 ж. п. (1862 год)

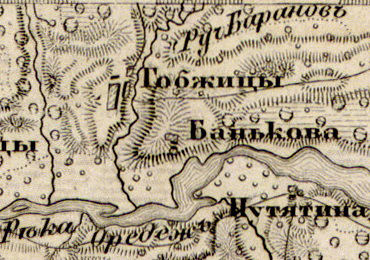
Деревня Гобжицы на карте 1863 года

В XIX — начале XX века деревня административно относилась к Перечицкой волости 1-го земского участка 1-го стана Лужского уезда Санкт-Петербургской губернии.
По данным «Памятной книжки Санкт-Петербургской губернии» за 1905 год деревня входила в Перечицкое сельское общество.
С 1917 по 1924 год деревня находилась в составе Гобжицкого сельсовета.
С 1924 по 1928 год — в составе Замошского сельсовета, затем в составе Перечицкого сельсовета.
В 1928 году население деревни составляло 161 человек.
По данным 1933 года деревня Гобжицы входила в состав Перечицкого сельсовета Лужского района.
Деревня была освобождена от немецко-фашистских оккупантов 9 февраля 1944 года.
В 1958 году население деревни составляло 25 человек.
По данным 1966 года деревня Гобжицы также входила в состав Перчицкого сельсовета.
По данным 1973 и 1990 годов деревня Гобжицы входила в состав Каменского сельсовета.
В 1997 году в деревне Гобжицы Каменской волости проживали 3 человека, в 2002 году — 8 человек (русские — 87 %).
В 2007 году в деревне Гобжицы Толмачёвского ГП проживал 1 человек.

## География
Деревня расположена в восточной части района на автодороге 41К-249 (Жельцы — Торковичи).
Расстояние до административного центра поселения — 12 км.
Ближайшая железнодорожная станция — Толмачёво.
Деревня находится на правом берегу реки Гобижка, близ места её впадения в реку Оредеж.

## Население
| 1838 | 1862 | 1928 | 1958 | 1997 | 2007 | 2010 | 2017 |
| ---- | ---- | ---- | ---- | ---- | ---- | ---- | ---- |
| 118  | ↘88  | ↗161 | ↘25  | ↘3   | ↘1   | ↗2   | ↗5   |

## Улицы
Новосёлов, Садоводов, Центральная.